# Pendelkaktussläktet
Pendelkaktussläktet (Rhipsalis) är ett suckulent växtsläkte inom familjen kaktusar med arter. 

## Beskrivning
Pendelkaktussläktets arter är medlestora till stor epifyter som vanligtvis blommar sent på vintern eller tidigt på våren. Dess naturliga växtsätt är i grenklykor högt uppe i träden med dess rörlika eller bladformade grenar hängande som bladverk. Blommorna är mycket små, öppna och är vita eller blekt rosa. De efterföljande frukterna är vita, svarta eller rosa.

## Förekomst
Arterna kommer ursprungligen från Syd- och Mellanamerika, med undantag av korallkaktus (R. baccifera) som även finns i Afrika, Madagaskar, Indien och Sri Lanka, vilket gör denna art till den enda kaktusen som ursprungligen uppträder utanför de amerikanska kontinenterna. Det finns flera teorier om hur denna art har flyttat från den amerikanska kontinenten. En teori talar om att fåglar har ätit dess frukt och flugit över med frön. En annan säger att det var människan som förde med sig den som ersättning till den riktiga misteln under julfirandet.

## Odling
Rhipsalis passar bra att odla i en ampel eller på en hylla ovanför fönstret. De är frostkänsliga och föredrar en fuktig, varm miljö i skuggan. Hög luftfuktighet är mer lämpligt än en ständig fuktig jord, även om en total uttorkning får plantan att skrumpna ihop och kan på sikt skada plantan. Rhipsalis förökas lämpligen från frö eller stickling.

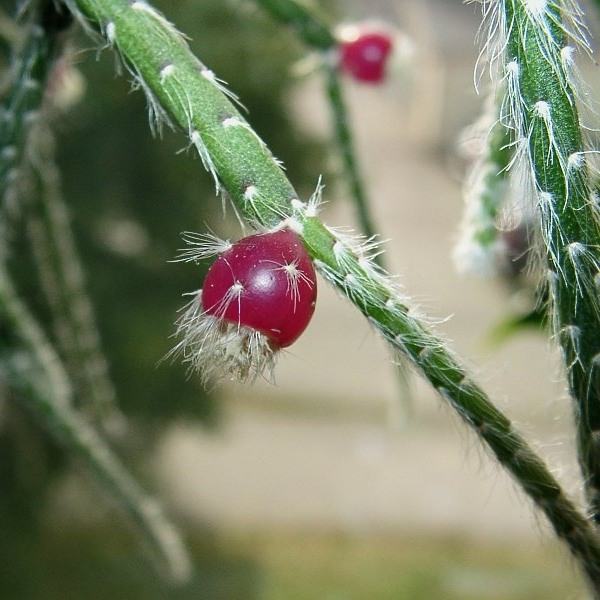
Ullbärskaktus (R. erythrocarpa)
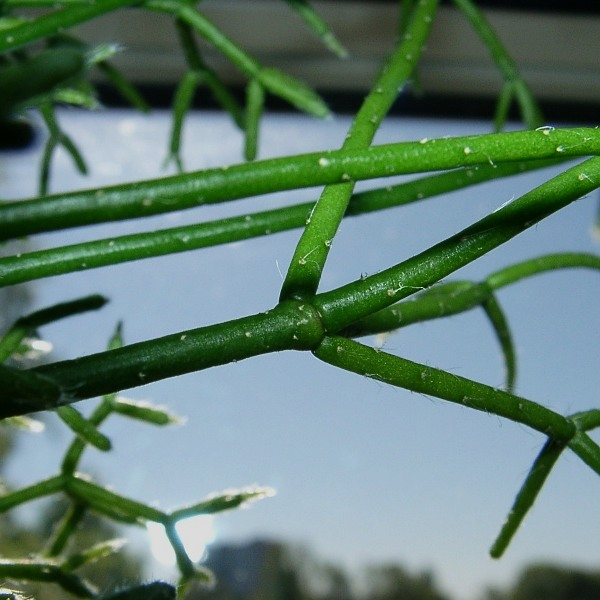
Mistelkaktus (R. cereuscula)